# Le diable s'habille en nada
Pour les articles homonymes, voir The Devil Wears Nada.
Le diable s'habille en nada (France) ou Le diable s'habille pas pantoute (Québec) (The Devil Wears Nada) est le 5e épisode de la saison 21 de la série télévisée d'animation Les Simpson.

## Synopsis
À la Centrale, Monsieur Burns annonce qu'il va devoir choisir un remplaçant et décide d'engager Carl, qui s'avère être plus apte à réaliser des tâches que Homer et Lenny.
Pendant ce temps, Marge et son groupe « Les nanas de Charité » cherchent un moyen de récolter de l’argent pour une nouvelle œuvre caritative. Pour cela, Marge décide de poser pour un photographe qui lui fait boire du vin dans le but de se désinhiber. Marge fait ainsi la une de tous les calendriers.
De son côté, Carl embauche Homer comme assistant et ce dernier, surmené, n'a plus de temps à consacrer à sa femme. Lorsque Carl et Homer s'envolent pour Paris, celle-ci se rapproche de Ned Flanders…

## Audience américaine
L'épisode a attiré lors de sa première diffusion 9,04 millions de téléspectateurs.

## Références culturelles

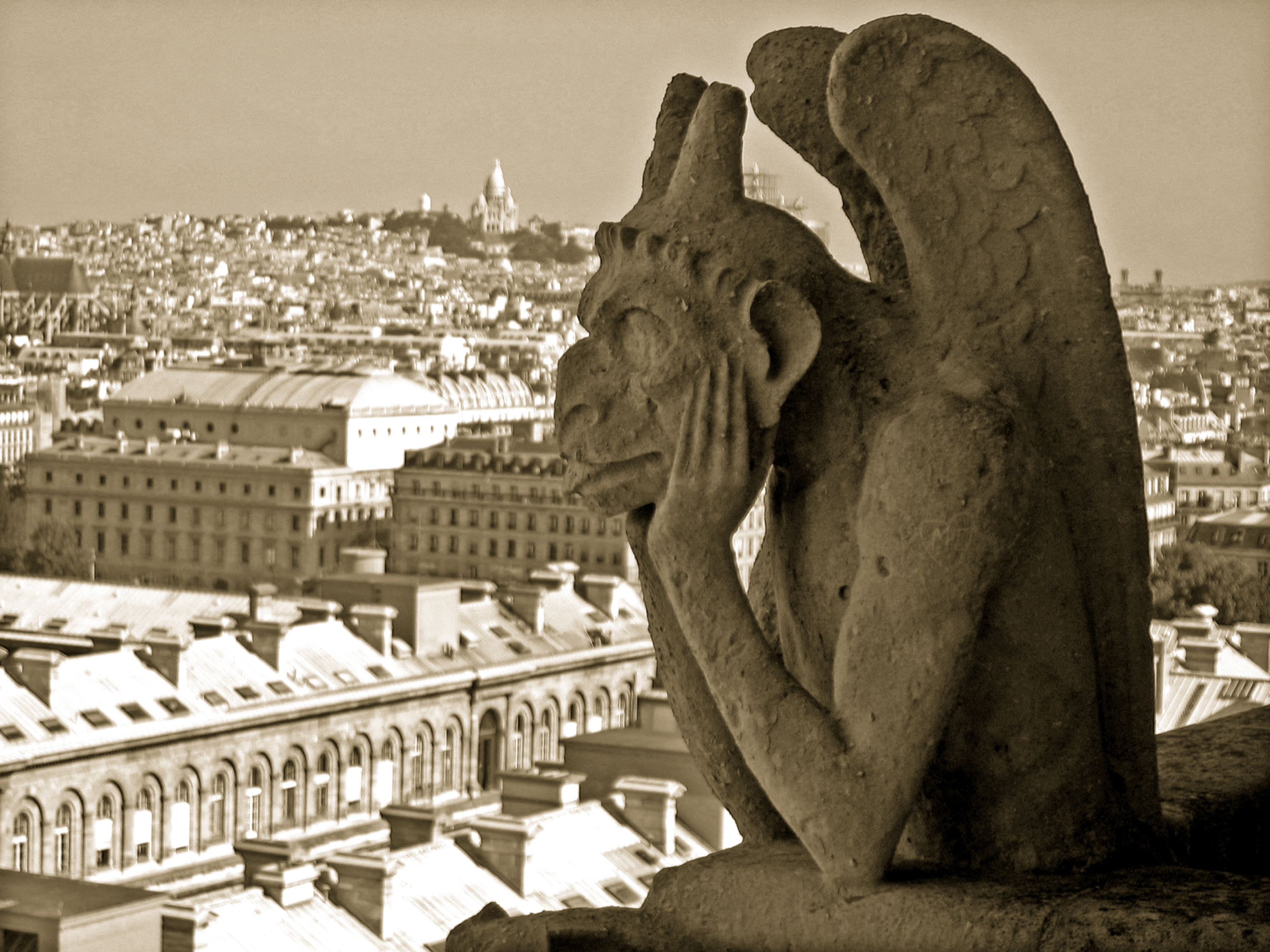
La chimère de Notre-Dame de Paris qui rappelle Moe à Homer